# معركة دامغان (1447)
عندما وصل عبد اللطيف ميرزا إلى دامغان، المحافظ أغلق المدينة وأظهر له المعارضة. بعد مناوشات و حصار، أخذ الأمير المدينة بالقوة وعرضها للنهب العام.
من دامغان ذهب عبد اللطيف ميرزا إلى بسطام. في هذه المدينة علم بتقدم أبو القاسم بابر ميرزا الذي كان قد أخذ جرجان ومازندران و بالتالي قطع مسار عبداللطيف ميرزا شمالاً إلى سمرقند. لم يكن أمام عبد اللطيف ميرزا الآن أي خيار سوى التحرك للشرق وصولاً إلى نيسابور حيث علم أن علاء الدولة بن بايسنقر قد أخذ مدينة مشهد.هو الآن محاط بالكامل، وليس عنده مكان يذهب إليه. وأخيرا تعرض للهجوم في نيسابور في 20 أبريل 1447 من جيش علاء الدولة بن بايسنقر.